# Небојша Ранђеловић
Небојша Ранђеловић (Ниш, 10. јун 1967) редовни је професор Правног факултета Универзитета у Нишу, на Катедри за правно-историјске науке.

## Образовање
Основну и средњу школу је завршио у Нишу. Студирао је на Правном факултету Универзитета у Нишу, где је стекао звање Дипломирани правник 1991. године. Ту је и магистрирао 1998. године, а затим и докторирао 2003.

## Професионално ангажовање
Године 1992. постаје директор Студентског културног центра у Нишу. Након тога, 1999. године постаје асистент Правног факултета Универзитета у Нишу. Године 2004. постаје доцент, затим ванредни професор 2009. године, а онда и редовни професор 2013. године. Као гостујући предавач био је ангажован на Правном факултету Универзитета у Ријеци (Република Хрватска) и на Високим студијама одбране и безбедности.

## Државне и друштвене функције
Од 2007. године до 2012. године је био народни посланик у Народној Скупштини Републике Србије. Године 2012. постаје одборник у Скупштини Града Ниша, а 2016. године помоћник градоначелника Ниша за високо образовање. Поред тога, од 2004. године до 2010. године је био Председник Арбитраже КСС. Сада је на функцији државног секретара у Министарству просвете, науке и технолошког развоја Републике Србије.
Потпредседник је СДПС-а.

## Одабрана библиографија
- „Српски парламент на Крфу“, монографија
- „Српско државно тужилаштво 1804-2004“, монографија
- „Протоколи Париског конгреса – Србске новине 1856. године“, монографија
- „Историја права II – Основи српске историје права“, уџбеник
- „Основи уставне историје југословенских народа“, уџбеник
- „Одабрани извори из државноправне историје јужнословенских народа“, монографија
- „Србија и Турска од Париског до Берлинског конгреса“, монографија
- „Позив на прогон – антијеврејска и антимасонска кампања у листу Време 1940.“, монографија.